# Buprestis octoguttata
Espèce
Buprestis octoguttata, le Bupreste à huit taches en langue vernaculaire, est une espèce de coléoptères de la famille des Buprestidae que l'on trouve en Europe en lisière des pinèdes sablonneuses.

## Description
Ce coléoptère mesure de 9 à 18 millimètres. Il se caractérise par sa couleur d'un bleu éclatant métallique et ses élytres qui portent quatre taches jaunes chacun en forme d'ovale oblique, et deux taches jaunes derrière la capsule céphalique.

## Écologie
Ses larves creusent des galeries dans les pins et dans le bois mort. Les imagos sont actifs de mai à début septembre et se rencontrent dans les forêts de pins par temps chaud, s'envolant au moindre dérangement.

## Sous-espèce
- Buprestis octoguttata corsica Obenberger, 1938.